# Ashkan Rahgozar
 (mai 2023).
La mise en forme du texte ne suit pas les recommandations de Wikipédia : il faut le « wikifier ».
Les points d'amélioration suivants sont les cas les plus fréquents :
- Les titres sont pré-formatés par le logiciel. Ils ne sont ni en capitales, ni en gras.
- Le texte ne doit pas être écrit en capitales (les noms de famille non plus), ni en gras, ni en italique, ni en « petit »…
- Le gras n'est utilisé que pour surligner le titre de l'article dans l'introduction, une seule fois.
- L'italique est rarement utilisé : mots en langue étrangère, titres d'œuvres, noms de bateaux, etc.
- Les citations ne sont pas en italique mais en corps de texte normal. Elles sont entourées par des guillemets français : « et ».
- Les listes à puces sont à éviter, des paragraphes rédigés étant largement préférés. Les tableaux sont à réserver à la présentation de données structurées (résultats, etc.).
- Les appels de note de bas de page (petits chiffres en exposant, introduits par l'outil «  Source ») sont à placer entre la fin de phrase et le point final[comme ça].
- Les liens internes (vers d'autres articles de Wikipédia) sont à choisir avec parcimonie. Créez des liens vers des articles approfondissant le sujet. Les termes génériques sans rapport avec le sujet sont à éviter, ainsi que les répétitions de liens vers un même terme.
- Les liens externes sont à placer uniquement dans une section « Liens externes », à la fin de l'article. Ces liens sont à choisir avec parcimonie suivant les règles définies. Si un lien sert de source à l'article, son insertion dans le texte est à faire par les notes de bas de page.
- La présentation des références doit suivre les conventions bibliographiques. Il est recommandé d'utiliser les modèles {{Ouvrage}}, {{Chapitre}}, {{Article}}, {{Lien web}} et/ou {{Bibliographie}}. Le mode d'édition visuel peut mettre en forme automatiquement les références.
- Insérer une infobox (cadre d'informations à droite) n'est pas obligatoire pour parachever la mise en page.

Pour une aide détaillée, merci de consulter Aide:Wikification.
Si vous pensez que ces points ont été résolus, vous pouvez retirer ce bandeau et améliorer la mise en forme d'un autre article.
Ashkan Rahgozar (né le 12 avril 1986 à Téhéran,L'Iran) est un auteur, réalisateur et cinéaste de plusieurs films d'animation. Il est fondateur et directeur général des studios Hoorakhsh. Il a obtenu un baccalauréat en design graphique et une maîtrise en illustration.

## Carrière
En 1999, Ashkan a commencé sa carrière professionnelle au Centre d'animation Saba et en 2004, il a créé son propre studio de production d'animation, Hoorakhsh 7th Sky. Avec une équipe de jeunes artistes, ils ont produit plusieurs animations informatiques en 2D à la fois à des fins de promotion et commerciales. Depuis lors, il se concentre sur l'écriture et la réalisation de courts et longs métrages d'animation.

## Œuvres d'art
Longs métrages d'animation
2008-2017 : "The Last Fiction" long métrage d'animation (auteur/réalisateur/producteur) ,
2021-2024 : "Juliet and the King" long métrage d'animation (auteur/réalisateur) ,
2022-2027 : "The Dragon's Treasure" long métrage d'animation (auteur/réalisateur) 